# 4195 Esambaev
4195 Esambaev eller 1982 SK8 är en asteroid i huvudbältet som upptäcktes den 19 september 1982 av den ryska astronomen Ljudmila Tjernych vid Krims astrofysiska observatorium på Krim. Den är uppkallad efter den sovjetisk-tjetjenska dansaren Machmud Esambajev (1924–2000).
Den tillhör asteroidgruppen Koronis.